# Franco Montemurro
Pour les articles homonymes, voir Montemurro (homonymie).
Franco Montemurro, né Francesco Montemurro le 1er novembre 1920 à Naples et mort en 1992 à Rome, est un réalisateur italien.

## Biographie
Après son baccalauréat, Montemurro commence à travailler comme assistant monteur ; à partir de 1951, il entame une importante activité d'assistant réalisateur (très souvent pour Dino Risi). Enfin, en 1962, il met en scène le premier de cinq films d'aventures. Pour ses deux films sur Zorro, il utilisa le pseudonyme de Jean Monty.

## Filmographie

### Réalisateur
- 1962 : Haine mortelle (Odio mortale)
- 1966 : Les Dieux sauvages  (La battaglia dei Mods)
- 1969 : Zorro au service de la reine  (Zorro alla corte d'Inghilterra)
- 1969 : Un corps chaud pour l'enfer (Un corpo caldo per l'inferno)
- 1969 : Zorro, marquis de Navarre (Zorro marchese di Navarra)

### Assistant réalisateur
- 1951 : Mamma mia che impressione! de Roberto Savarese
- 1952 : Bonjour éléphant ! (Buongiorno, elefante!) de Gianni Franciolini
- 1953 : Pain, Amour et Fantaisie (Pane, amore e fantasia) de Luigi Comencini
- 1954 : Pain, Amour et Jalousie (Pane, amore e gelosia) de Luigi Comencini
- 1954 : L'Or de Naples (L'oro di Napoli) de Vittorio De Sica
- 1955 : Le Signe de Vénus (Il segno di Venere) de Dino Risi
- 1955 : Pain, amour, ainsi soit-il (Pane, amore e.....) de Dino Risi
- 1956 : Le Toit (Il tetto) de Vittorio De Sica
- 1957 : Pauvres mais beaux (Poveri ma belli) de Dino Risi
- 1957 : L'Impossible Isabelle (La nonna Sabella) de Dino Risi
- 1957 : Beaux mais pauvres (Belle ma povere) de Dino Risi
- 1959 : La Cambiale de Camillo Mastrocinque
- 1959 : Ferdinand 1er, roi de Naples (Ferdinando I° re di Napoli) de Gianni Franciolini
- 1960 : La Grande Pagaille (Tutti a casa) de Luigi Comencini
- 1961 : Le Jugement dernier (Il giudizio universale) de Vittorio De Sica
- 1961 : Une Vie difficile (Una vita difficile) de Dino Risi
- 1963 : Le Mystère du temple hindou (Il mistero del tempio indiano) de Mario Camerini
- 1964 : Mariage à l'italienne (Matrimonio all'italiana) de Vittorio De Sica
- 1965 : Les Complexés (I complessi) de Luigi Filippo D'Amico
- 1966 : Opération San Gennaro (Operazione San Gennaro) de Dino Risi